# Bryconops
Bryconops ist eine Gattung kleiner Salmler, die weit verbreitet im nördlichen und mittleren Südamerika vorkommt.

## Merkmale
Die Bryconops-Arten werden 3 bis 12 Zentimeter lang. Ihr Körper ist langgestreckt, die Seitenlinie verläuft in der unteren Körperhälfte und kann vollständig oder unvollständig sein. Im Oberkiefer bildet die Maxillare einen rechten Winkel mit dem Zwischenkieferbein (Prämaxillare). Die Maxillare kann bezahnt oder ungezahnt sein. Die Afterflosse ist lang und wird von 23 bis 35 Flossenstrahlen gestützt. Eine kurze Fettflosse ist vorhanden. Die Schwanzflosse ist in den meisten Fällen farbig markiert.

## Lebensweise
Bryconops-Arten leben  in großen lockeren Verbänden vor allem im Freiwasser kleiner, mehr oder weniger schnellfließender, Klar- oder Schwarzwasser führende Gewässern. Sie ernähren sich hauptsächlich von Anflugnahrung (Insekten, Spinnen und anderen kleinen Tieren die auf die Wasseroberfläche fallen) aber auch von pflanzlichem Material.

## Arten

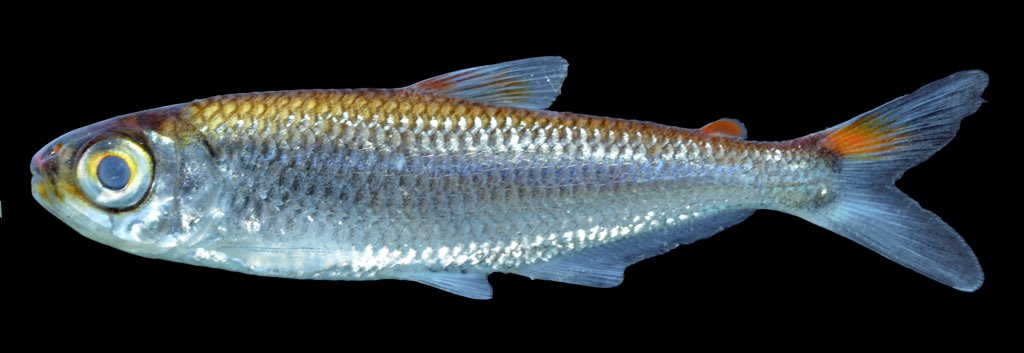
Bryconops caudomaculatus

- Bryconops allisoni Silva-Oliveira et al., 2019
- Bryconops affinis (Günther, 1864)
- Bryconops alburnoides Kner, 1858
- Bryconops caudomaculatus (Günther, 1864)
- Bryconops chernoffi Silva-Oliveira et al., 2018
- Bryconops colanegra Chernoff & Machado-Allison, 1999
- Bryconops colaroja Chernoff & Machado-Allison, 1999
- Bryconops collettei Chernoff & Machado-Allison, 2005
- Bryconops disruptus Machado-Allison & Chernoff, 1997
- Bryconops durbini (Eigenmann, 1908)
- Bryconops giacopinii (Fernández-Yépez, 1950)
- Bryconops gracilis (Eigenmann, 1908)
- Bryconops humeralis Machado-Allison, Chernoff & Buckup, 1996
- Bryconops imitator Chernoff & Machado-Allison, 2002
- Bryconops inpai Knöppel, Junk & Géry, 1968
- Bryconops magoi Chernoff & Machado-Allison, 2005
- Bryconops melanurus (Bloch, 1974)
- Bryconops munduruku Silva-Oliveira et al., 2015
- Bryconops piracolina Wingert & Malabarba, 2011
- Bryconops rheorubrum Silva-Oliveira et al., 2019
- Bryconops sapezal Wingert et al., 2018
- Bryconops tocantinensis Wingert & Malabarba, 2011
- Bryconops vibex Machado-Allison, Chernoff & Buckup, 1996